# Franz Ferdinand Ertinger

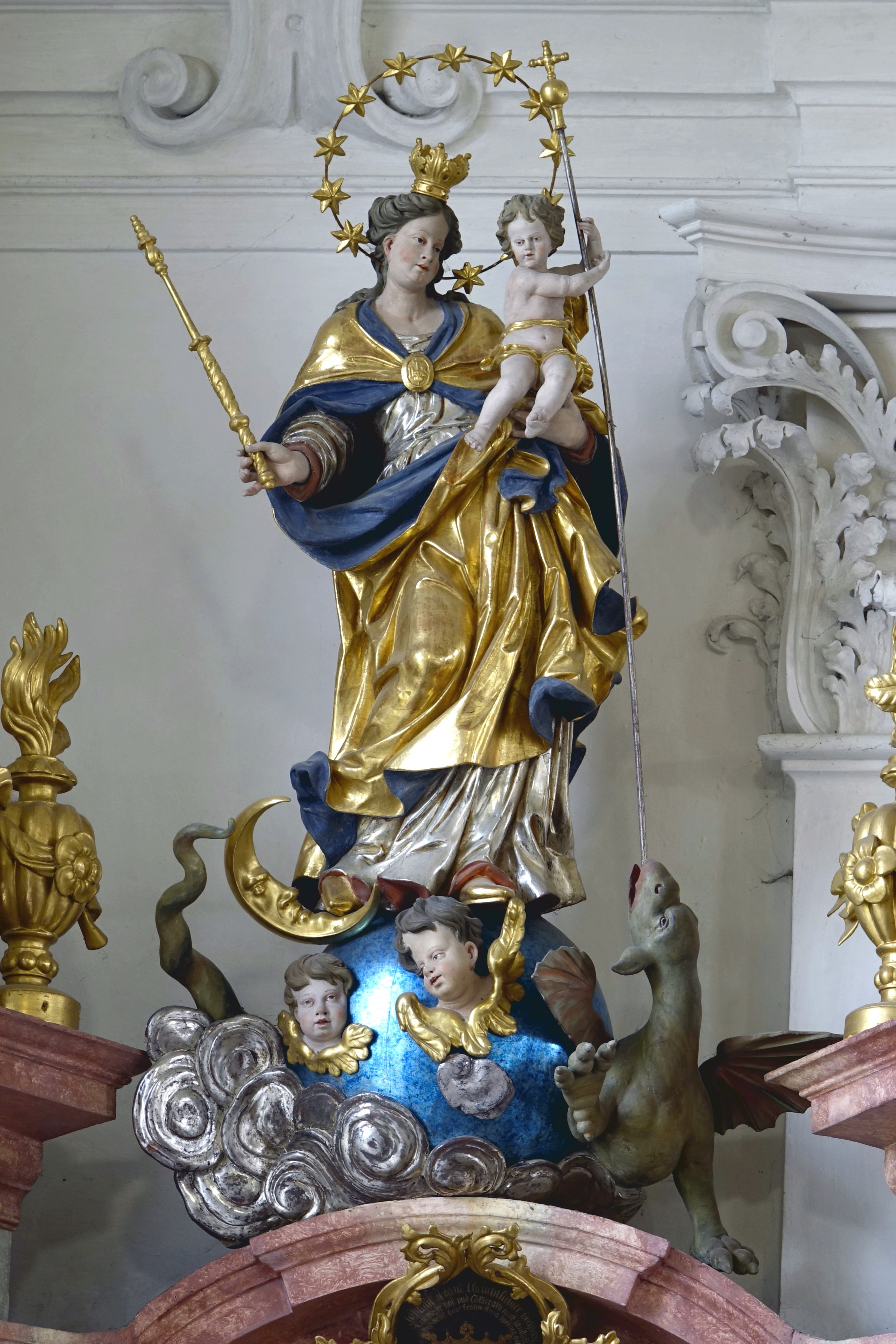
Maria vom Siege in Legau-Lehenbühl

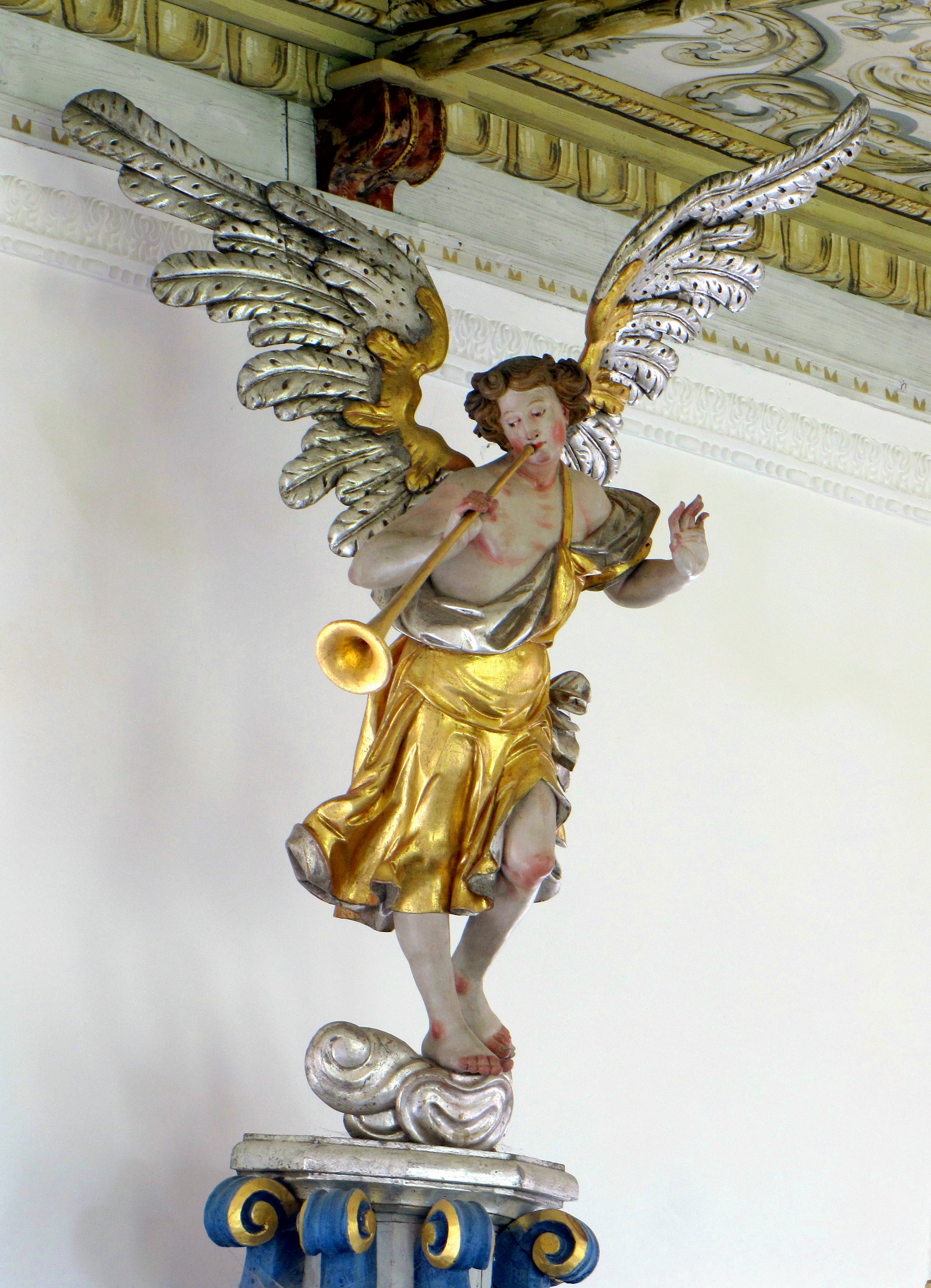
Fanfarenengel in Görwangs-St. Alban

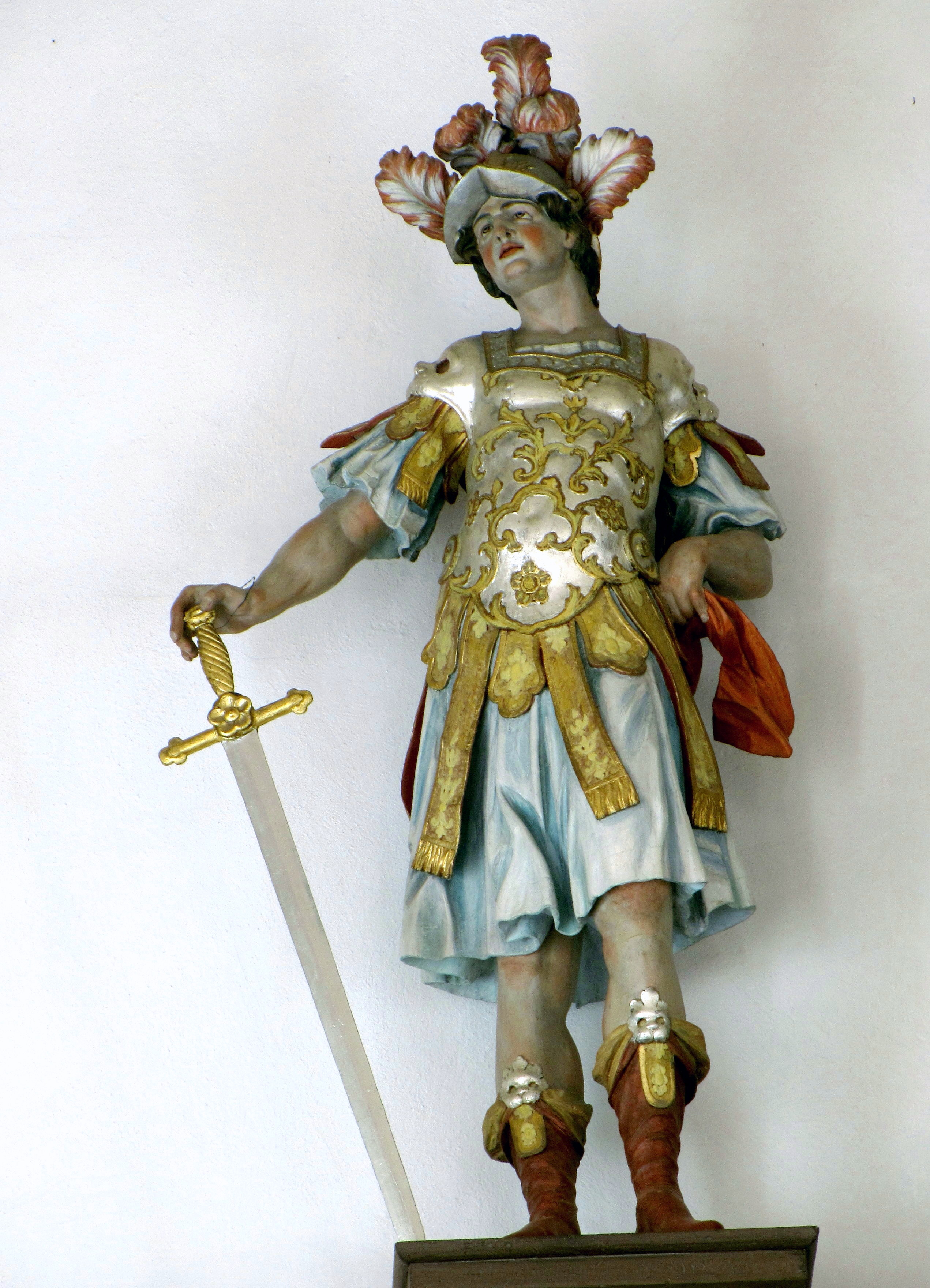
Hl. Gordian in Stöttwang

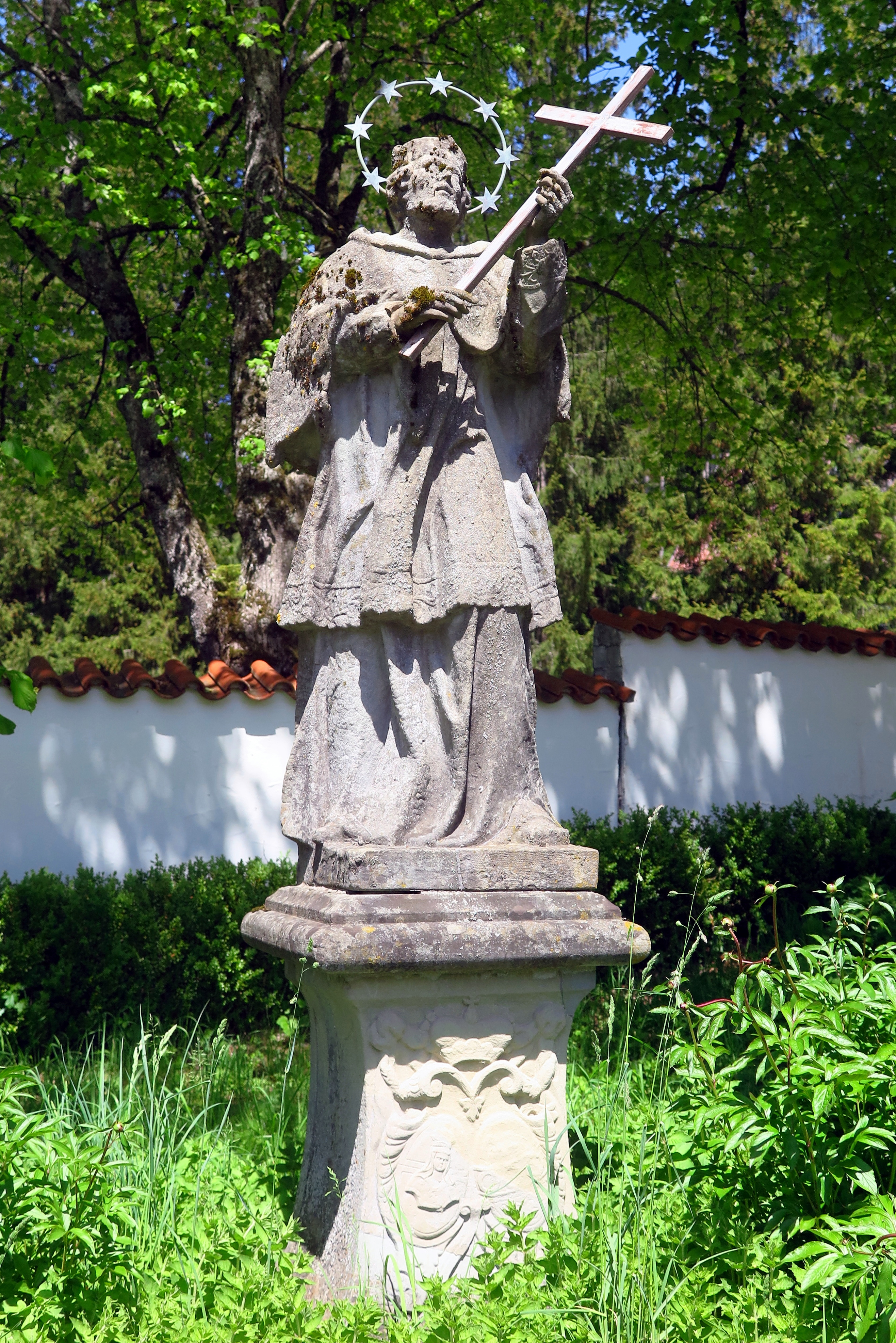
Hl. Johannes Nepomuk in Unterkürnach

Franz Ferdinand Ertinger (* 18. August 1669 in Immenstadt; † 1747 in Kempten) war ein deutscher Barockbildhauer, dessen Lebens- und Schaffenszeit bis ins Rokoko reichte. Sein Handwerk erlernte er in der Werkstatt seines Vaters, des stiftkemptischen Hofbildhauers Hans Ludwig Ertinger. Von diesem übernahm er, wohl schon ab 1718, die florierende Werkstatt.

## Leben
In seinem berühmten Reisetagebuch schreibt Franz Ferdinand Ertinger:
„Anno 1683 den 21 Marzi bin ich auß der schuel zu der bildhauerey kunst gelangt solche zu Ehrlehrnen. Anno 1690 Den 16 Julius Hab ich Meine Raiß in die frembde angestelt, Unnd habe folgenten Weg Unnd statt besehen.“
Mit nicht ganz 14 Jahren trat Franz Ferdinand seine Bildhauerlehre an. Als er seine Gesellenwanderung antrat, war er fast 21 Jahre alt. Sicher hatte er da seine Lehrzeit, die bei Bildhauersöhnen kaum länger als vier Jahre dauerte, längst hinter sich. Denn es war durchaus üblich, nach Beendigung der Lehre noch eine Weile in der Werkstatt zu bleiben und zu arbeiten. Erst nach einer sieben- oder achtjährigen Abwesenheit kehrte Franz Ferdinand auf Wunsch seiner Eltern in die Heimat zurück.
Das Reisetagebuch des Bildhauergesellen Franz Ferdinand Ertinger
„Rais Beschreibung
Unnd was ich an Ein Unnd
Dem Anderen Ohrt denck
würdiges Gesehen“.
Bei diesem Reisetagebuch, dessen Manuskript in der Bayerischen Staatsbibliothek in München verwahrt wird, handelt es sich um das wohl einmalige Zeugnis einer Gesellenwanderung, die sich über sieben oder gar acht Jahre hinzog und von Kempten durch ganz Bayern und weite Teile Österreichs und Böhmens bis nach Breslau führte.

## Betrieb der Kemptener Werkstatt
Zwar ist dies so nirgends archivalisch vermerkt, aber Franz Ferdinand hat wohl ab 1697/98 bis 1718 formal als Geselle, tatsächlich aber gewiss als gleichberechtigter Mitarbeiter die Werkstatt gemeinsam mit seinem Vater betrieben. Der Sohn, geprägt von den Eindrücken seiner langen Wanderung, kam mit neuen Kenntnissen und Ideen nach Hause. Er arbeitete insgesamt bewegter, eleganter und fortschrittlicher als sein Vater und brachte neuen Schwung in die Werkstatt. Im Gegensatz zu seinem Vater beherrschte Franz Ferdinand auch die Bearbeitung von Stein. Trotzdem: Auch seinen Arbeiten fehlen Merkmale, die spontan den Meister verraten. In der gemeinsamen Zeit vermischen sich selbstverständlich die Merkmale der ausgeführten Arbeiten. Zuschreibungen an den einen oder anderen sind deshalb in dieser Zeitspanne nicht sinnvoll und meistens auch gar nicht möglich. Nach dem Ausscheiden des Vaters durfte Franz Ferdinand offenbar die Werkstatt selbst übernehmen. Er starb 1747, zu einer Zeit also, in der das Rokoko bereits in voller Blüte stand. Nach seinem Tod wurde die Werkstatt, wie es scheint, nicht weiter betrieben.

## Werkverzeichnis
An den Arbeiten der noch vom Vater geführten Kemptener Werkstatt von etwa 1697/98 bis 1718 („Pensionierung“ von Hans Ludwig Ertinger) war Franz Ferdinand zweifellos auch maßgeblich beteiligt. Eine Aufstellung dieser Arbeiten befindet sich im Beitrag über Hans Ludwig Ertinger.

## Spätere Arbeiten
Da archivalische Bestätigungen weitgehend fehlen, besteht hier noch erheblicher Forschungsbedarf. Mit Sicherheit befinden sich jedoch in den Kirchen der folgenden Orte wichtige Arbeiten von Franz Ferdinand Ertinger:
Betzigau, Ermengerst, Lehenbühl, Mittelberg, Görwangs-St. Alban, Sonthofen und Stöttwang, alle um 1720. Eine Sandsteinfigur des hl. Johannes Nepomuk in Unterkürnach ist wohl um 1730 entstanden.